# Besançon Basket Comté Doubs
Il Besançon Basket Comté Doubs, noto semplicemente come Besançon B.C.D. è stata una società cestistica avente sede a Besançon, in Francia. Fondata nel 1990, ha giocato nel campionato francese fino al 2009.
Disputava le partite interne nel Palais des sports de Besançon, che ha una capacità di 4.200 spettatori.